# Can’t Stay Away
Can’t Stay Away – jedenasty album amerykańskiego rapera Too Shorta. Ukazał się w sprzedaży 13 sierpnia 1999 roku.
Albumem Can’t Stay Away Too $hort wznowił karierę, którą trzy lata wcześniej oficjalnie zakończył. Płyta ma status złotej i zyskała pozytywne opinie zarówno krytyków jak i fanów rapera.
Płyta zawiera gościnne występy takich gwiazd hip-hopu jak Jay-Z, Jermaine Dupri, E-40, P. Diddy czy Scarface.

## Lista utworów
| #  | Tytuł                                                                  | Długość |
| -- | ---------------------------------------------------------------------- | ------- |
| 1  | „Can’t Stay Away”                                                      | 4:28    |
| 2  | „Ain't No Bitches”                                                     | 4:10    |
| 3  | „Don’t Stop Rappin’” (gościnnie Eightball i MJG)                       | 4:45    |
| 4  | „Here We Go (Jermaine Dupri Remix)” (gościnnie Jay-Z i Jermaine Dupri) | 4:42    |
| 5  | „More Freaky Tales”                                                    | 5:08    |
| 6  | „You Might Get G'eed” (gościnnie E-40, Daz, Soopafly)                  | 5:22    |
| 7  | „Good Life”                                                            | 3:55    |
| 8  | „Longevity” (feat. Scarface, K.B., Otis, Shug)                         | 4:00    |
| 9  | „How Does It Feel” (gościnnie Dwayne Wiggins)                          | 4:31    |
| 10 | „What Happened To The Groupies” (gościnnie B-Legit)                    | 5:35    |
| 11 | „Invasion Of The Flat Booty Bitches”                                   | 4:26    |
| 12 | „Can’t Stay Away (Outro)”                                              | 1:32    |
| 13 | „It's About That Money” (gościnnie P. Diddy)                           | 4:45    |
| 14 | „Nation Riders” - Slink Capone                                         | 4:44    |
| 15 | „G-2000” - Badwayz                                                     | 4:34    |
| 16 | „Don't Trust Her” - Badwayz                                            | 4:36    |
| 17 | „In The Studio” - Quint Black                                          | 2:54    |